# Estornell galta-rogenc
L'estornell galta-rogenc (Agropsar philippensis) és una espècie d'ocell de la família dels estúrnids (Sturnidae). Habita zones obertes i conreus del sud de Sakhalín, i nord del Japó. Passa l'hivern a Taiwan i les Filipines. El seu estat de conservació es considera de risc mínim.